# Fuerteventura-Canarias
Fuerteventura-Canarias was een Spaanse wielerploeg. Het merendeel van de renners reed in 2006 bij Kelme. Die ploeg werd echter opgedoekt na alle dopingschandalen en dus moesten de renners ergens anders onderdak zoeken. David Bernabéu was de bekendste en belangrijkste renner van de ploeg.
Jorge Moyano Sastre was de manager van de ploeg, die gesponsord wordt door het Canarische eiland Fuerteventura. Antonio Orbinana Llopis en Juan Manuel Otero Campos waren de ploegleiders. Na een jaar hield de ploeg op te bestaan.

## Ploegen per jaar
- Ploeg 2007